# إمارة كلس
إمارة كلس أو إمارة كلس وأعزاز (بالكردية: Mîrektiya Kilîsê‏) هي إمارة كرديّة من عصر الأيوبيين حكمت منطقتي كلس وحلب، وتحديداً كامل منطقة عفرين ونواحي حارم وشمالي سهل العمق وأعزاز وكلس وإمتدادات جبل الأكراد شمالاً داخل الحدود التركية الحالية.

## أنظر أيضا
- قائمة سلالات وبلدان الكردية